# 필리프 베르제로
필리프 베르제로(프랑스어: Philippe Bergerôo, 1954년 1월 28일, 아키텐 지방 시부르 ~)는 프랑스의 축구 감독이자 전 선수로, 현역 시절 골키퍼로 활약했다. 그는 프랑스 국가대표팀에서 1970년 말부터 1980년 초까지 총 3경기를 출전했다. 그는 1986년 월드컵과 1984년 유럽 선수권 대회를 프랑스 국가대표팀 일원으로 참가해, 후자의 대회에서 우승을 거두었다.
은퇴 후, 그는 감독으로 전향하여 파리 생-제르맹과 렌의 지휘봉을 잡았다.

## 수상
프랑스
- 유럽 선수권 대회: 1984[5]
- 월드컵 3위: 1986

상훈
- 국가 명예 장교장: 1998[1]